# Concepció González Maluquer
Concepció González Maluquer (Salàs de Pallars, Pallars Jussà, 7 d'agost de 1914 - Barcelona, 19 d'abril de 2004), amb nom de ploma Concepció G. Maluquer, fou una escriptora catalana que conreà la poesia i la novel·la.

## Biografia
Neix a Salàs de Pallars, vila que era famosa per les fires de bestiar de peu rodó que s'hi feien un parell de cops a l'any. Filla de casa Montsó, una de les cases fortes de Salàs, la seva mare s'havia casat amb un enginyer de La Canadenca, Francisco de Asís Gonzàlez. Concepció era la gran de dues germanes.
Va passar la seva infantesa a Salàs de Pallars i ja des de xica tenia la dèria d'escriure i pintar. Va estudiar Magisteri i per això es va traslladar a Lleida, coincidint amb la proclamació de la República. Tenia 20 anys quan va acabar la carrera de mestra i tot seguit es va presentar a les oposicions per ingressar a l'Escola Normal de Mestres de la Generalitat. Per aquest motiu es va traslladar a la ciutat de Barcelona i va descobrir un nou món, el valor del català com a llengua de cultura i la dignitat i l'orgull de ser dona.
Amb l'esclat de la Guerra Civil espanyola es capgirava tot. L'any 1939 les noves autoritats franquistes no veien amb bons ulls el seu pas per l'Escolta Catalanista i va necessitar diversos avals per poder exercir de mestra. Va ser destinada a l'Alt Berguedà. Casada amb Lluís Jordana, tècnic de Ràdio Barcelona, en quedar-se embarassada, la van obligar a demanar l'excedència de mestra. Establerta a Barcelona, és quan li va sorgir la febre d'escriure i els primers versos els dedica als seus paisatges d'infantesa al Pallars i a un amor somiat. Els primers títols són Pallareses i Vint cançons de l'amor perdut.
A banda d'escriure, llegeix els poetes clàssics catalans com Ausiàs March, Salvat-Papasseit o de forans com Walt Whitman, i a la vegada que tradueix textos al català com el Comentario al Cantar de los Cantares de Fray Luis de León.

## Trajectòria literària
Després de la postguerra, a mesura que Barcelona es va anar recuperant, van començar a ressonar els versos de Maluquer, sobretot a la seva terra, de la mà del metge Lluís Casanovas al Comú de Particulars de La Pobla de Segur que mantenia un fort dinamisme cultural a base de conferències, exposicions d'art, concursos literaris. Alhora, l'escriptora participava en tertúlies literàries, vetllades poètiques, organitzades al Centre Comarcal Lleidatà de Barcelona. Malgrat el fervor cultural i literari, en aquell període era difícil de publicar i moltes de les obres quedaven al calaix, l'única forma de publicar possible era a partir dels guardons literaris.
El 1956 es presentava al premi Ciutat de Barcelona i en va quedar finalista amb l'obra La ciutat i les hores i l'any següent el guanyava amb La creu dels vents. Són dos poemaris centrats en el paisatge i la gent de Barcelona. Malgrat això, l'embranzida editorial s'acaba en aquest punt. Més endavant tan sols es van poder conèixer engrunes aparegudes en revistes i en l'antologia poètica prologada per Josep Vallverdú amb el títol Lleida, vuit poetes, apareguda l'any 1968.
Va fer el salt a la novel·la als anys 1960 i el mateix any guanyava el premi Joan Santamaria amb l'obra Dues cases, un relat breu ambientat en la Guerra Civil, en què l'autora emprava la tècnica de les diverses veus narratives. Els personatges narren la seva situació al front de guerra on es troben, uns obligats a fer de víctima i altres a de botxí. El 1962 debuta com a novel·lista amb Parèntesi, publicada per Albertí editorial. Aquesta obra marca els trets definitoris de la seva narrativa posterior: el retrat de la societat contemporània (la Catalunya dels anys 1960, un cop superades les penúries de la postguerra), la preferència per la introspecció dels personatges situats en un món de desequilibris socials i l'ús del present com temps narratiu. Parèntesi és una història protagonitzada per un industrial barceloní que viu immers en una crisi personal i financera, s'obre i es tanca amb la simetria d'un parèntesi gràfic, configurat per la fàbrica i la querida mantinguda.
El 1964 es consagrava com a narradora amb Gent del sud, ambientada a Salàs de Pallars, el poble de la seva infantesa, la novel·la presenta un xoc entre dues maneres d'entendre la vida: la població autòctona i les famílies d'andalusos que es guanyen el jornal replantant el bosc. Francesc Candel, reconeixia en el pròleg de la reedició que va fer Garsineu Edicions que es tractava de la primera novel·la catalana sobre la immigració i que era la història que a ell li hauria agradat escriure.
Fruit d'un encàrrec de l'editorial Alfaguara, l'any 1966 es publica Què s'ha fet d'en Pere Cots?, una novel·la breu que s'inclou en la col·lecció de butxaca, «La novel·la popular». És una petita obra d'artesania narrativa, estructura en dues part, la primera narra la inesperada desaparició d'un home gris, la segona, sorprèn amb les raons que han conduït el protagonista a posar una mica de color a la seva vida. L'any següent, el 1967, la mateixa editorial li publicava Aigua tèrbola, que s'inclou dins la col·lecció «Ara i ací». És la novel·la més ambiciosa de l'autora, l'acció es trasllada a Aiguadal, una petita ciutat industrial de l'interior de Catalunya i el narrador és substituït per les veus dels seus personatges. Malauradament, l'aventura catalana d'Alfaguara no va durar gaire, això va fer que la següent novel·la de Concepció G. Maluquer, Gent del nord es publiqués amb El Club dels Novel·listes. Gent del nord vindria a ser una rèplica de Gent del sud, on els paisatges de muntanya són substituïts pels ambients mariners de la costa i els treballadors andalusos pels turistes del nord d'Europa.
L'obra novel·lística de Concepció Maluquer, a banda de l'anàlisi psicològica dels personatges, ens mostra una visió lúdica i original de Catalunya dels anys 1960 arreu del territori. La ciutat de Barcelona a Parèntesi, Què s'ha fet d'en Pere Cots? i la novel·la inèdita, Crim al 90 bis, el Pirineu a Gent del sud i als relats inèdits Aigua avall, una ciutat d'interior a Aigua tèrbola i els pobles de vora el mar a Gent del nord.
La darrera obra que va publicar va ser Gent del nord, tot i això, ja feia quatre anys que havia deixat d'escriure per motius familiars, la mort sobtada de la filla gran, l'Ada, havia trasbalsat la seva vida deia que «amb aquell patiment tan fort a dins, tot el que abans m'il·lusionava, com és ara escriure, ja no tenia cap sentit». Plegava d'escriure, justament en el moment en què més bé ho tenia, ja s'havia fet un lloc en el món de la literatura catalana i amb els fills grans i la minva de la censura franquista. Malgrat tot, va seguir escrivint i aquests textos resten inèdits. La revista Urc de la Paeria li va dedicar un monogràfic la tardor del 2004, coordinat per l'escriptora Maria Barbal que, desgraciadament, Maluquer ja no va poder veure publicat al morir tres dies abans de Sant Jordi d'aquell any.

## Obra publicada

### Poesia
- La creu dels vents. Barcelona: Impremta Moderna, 1959.
- La ciutat i les hores. Barcelona: Impremta Moderna, 1960.
- Lascaris princesa grega, comtessa del Pallars. Lleida: Institut d'Estudis Ilerdencs, 1991.
- Pallareses. Tremp: Garsineu, 2006.

### Novel·la
- Dues cases. Barcelona: Arimany, 1960. (narrativa breu)
- Parèntesi. Barcelona: Albertí, 1962.
- Gent del sud. Barcelona: Club Editor, 1964; Tremp: Garsineu, 2001.
- Què s'ha fet d'en Pere Cots. Barcelona: Alfaguara, 1966.
- Aigua tèrbola. Barcelona: Alfaguara, 1967.
- Gent del nord. Barcelona: Club Editor, 1971.[4]